# Phialella zappai
Phialella zappai is een hydroïdpoliep uit de familie Phialellidae. De poliep komt uit het geslacht Phialella. Phialella zappai werd in 1987 voor het eerst wetenschappelijk beschreven door Boero en is vernoemd naar Frank Zappa.